# Muralisme mexicà

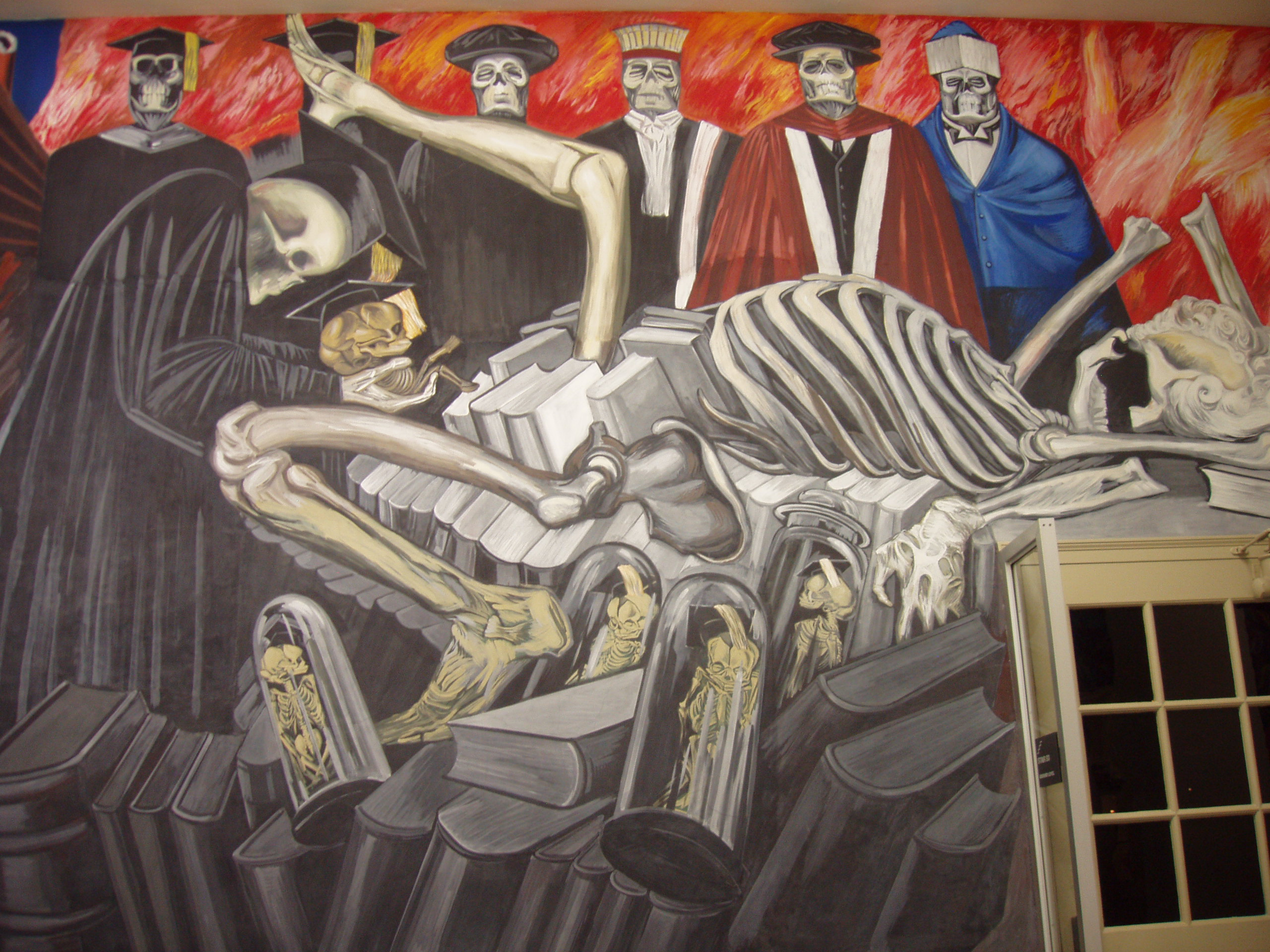
Detall d'un mural de José Clemente Orozco a la Biblioteca Baker, Dartmouth College, Hanover, Nou Hampshire.

El Muralisme mexicà és un moviment artístic iniciat a Mèxic a principis del segle xx, creat per un grup d'intel·lectuals pintors mexicans després de la Revolució Mexicana, reforçat per la gran depressió i la primera guerra mundial.
El desig per una veritable transformació va augmentar i es van començar a fer demandes més radicals, que buscaven una revolució social, política i econòmica. Els mestissos, la classe mitja i baixa es van unir contra Porfirio Díaz.
Quan Álvaro Obregón va arribar al poder molts canvis van ser implementats. Tres milions d'hectàrees de terres van ser redistribuïdes als camperols, els programes educatius van ser millorats així com es van assignar fons per fomentar les arts. Part d'aquests fons van ser utilitzats pels muralistes per expressar amb orgull el seu passat indígena i educar a la gent.
José Vasconcelos va ser contractat per Álvaro Obregón com a secretari d'Educació Pública de Mèxic el 1921. Quan Vasconcelos va trobar que el 90% de la població era analfabeta, va buscar una manera d'ensenyar a la gent molt més senzilla d'entendre. José Vasconcelos va patrocinar a l'Atl Gerardo Murillo, (conegut com el successor de José María Velasco Gómez) Atl va ser pintor i mestre considerat el pare del muralismo. El va fundar el Centre Artístic en la Ciutat de Mèxic uns anys abans. El Centre Artístic buscava la creació d'un art nacional, utilitzant els principis moderns per expressar les seves idees a través de murals. Va convidar a animats joves artistes a unir-se al seu programa, com Roberto Montenegro, Ramón Alva, José Clemente Orozco, Diego Rivera, David Alfaro Siqueiros, entre d'altres.

## Moviment Muralista

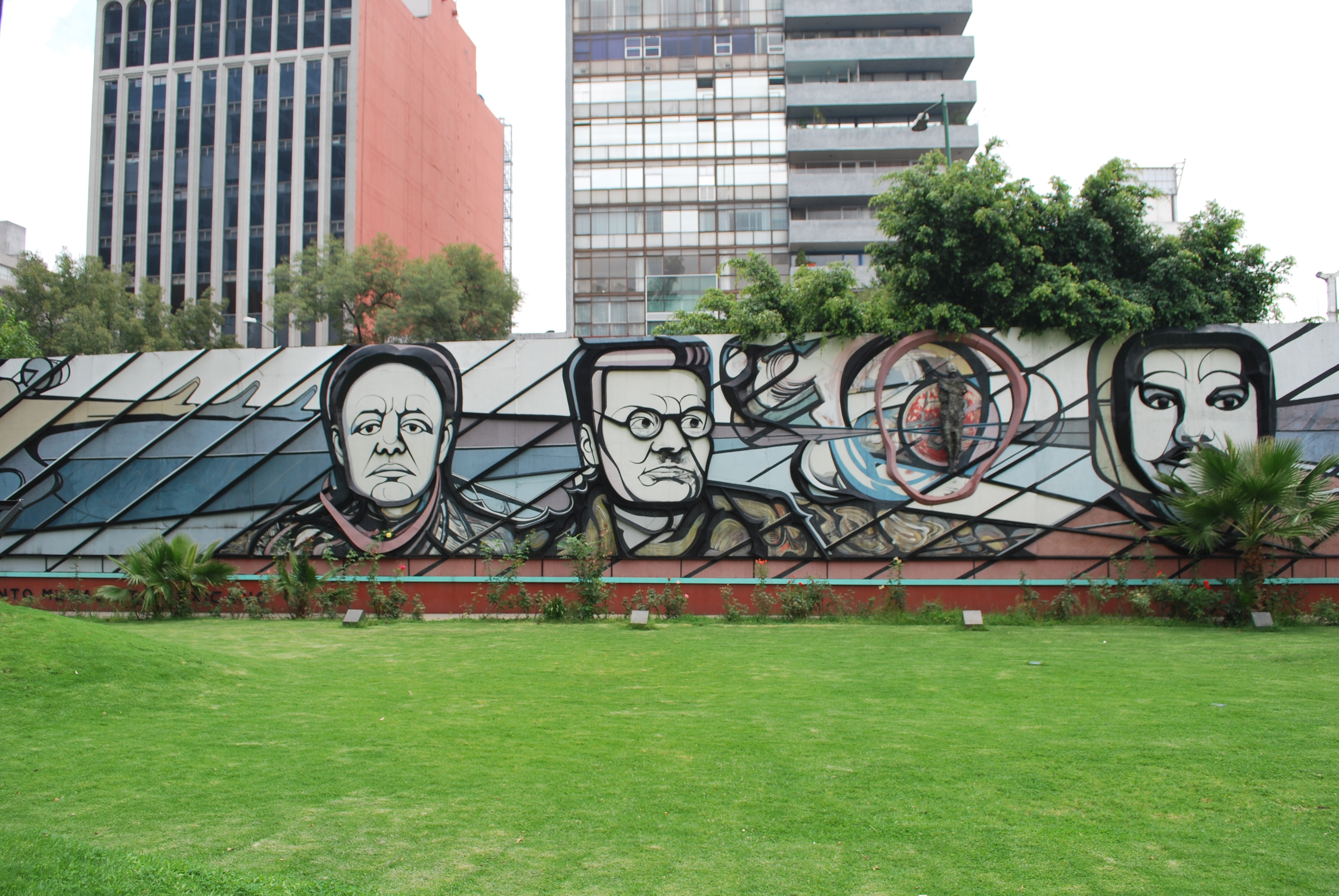
Homenatge als muralistes de Mèxic en Polyforum Cultural Siqueiros.

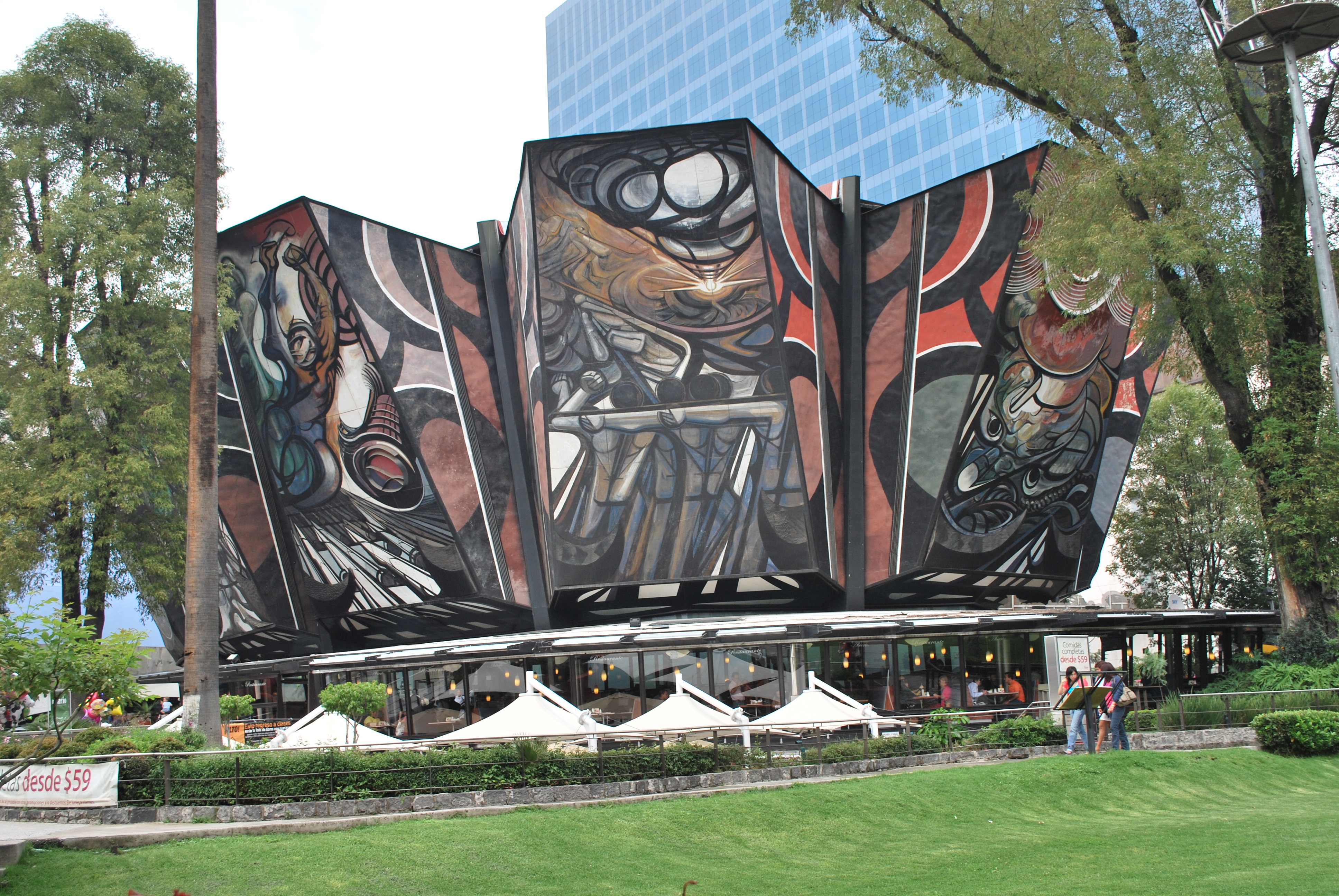
Polyforum Siqueiros

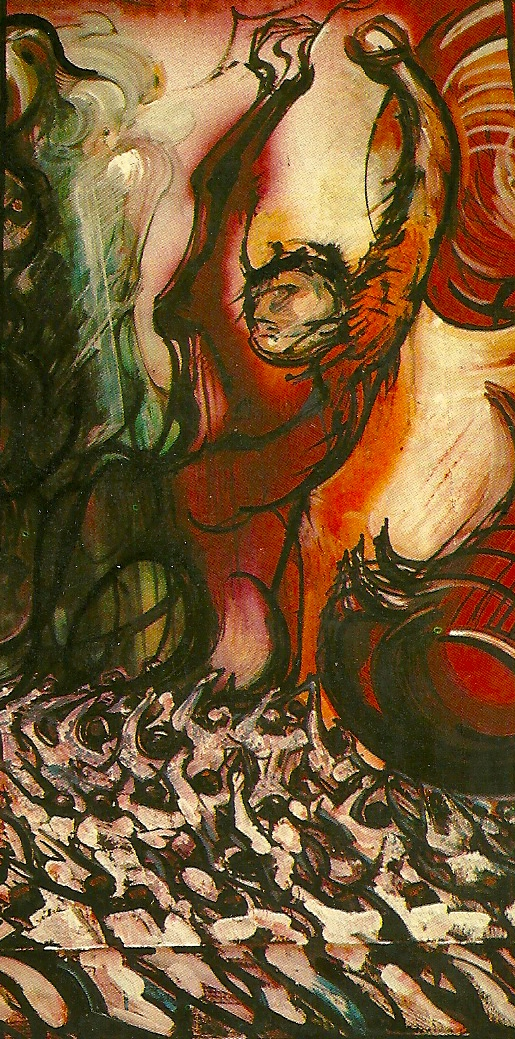
Fragment de La Marxa de la Humanitat de David Alfaro Siqueiros.

El període revolucionari va consistir en una independència espiritual i cultural d'Europa i l'orgull va començar a ser evident en la literatura, arquitectura, música, dansa i art.
Artistes i intel·lectuals mexicans van participar en la construcció d'una nova identitat nacional. Buscaven consolidar els ideals socials creats en la revolució, destacant el nacionalisme dins del seu art, a més de canviar les idees racials preexistents contra els indígenes, idees que s'havien creat durant el període colonial.
El 1922 va sorgir un grup anomenat Sindicat Revolucionari d'Obrers Tècnics i Plàstics (Unió Revolucionària d'Obrers Tècnics, Pintors, Escultors i Afins). Aquest grup va expressar les idees socialistes a través de l'art i muralisme, també volia incloure artesans, talladors de fusta i teixidors tèxtils que no van ser considerats artistes, la qual cosa va fer a una gran part de la població a entendre la importància dels murals i sentir-se inclosos en el moviment. També va imprimir informació sobre el grup, que va acabar sent un periòdic setmanal fàcilment accessible a la majoria del poble, anomenat “El Machete”.
El 1923 el muralisme es va tornar molt conegut dins i fora de Mèxic. “Els tres grans” David Alfaro Siqueiros, Diego Rivera i José Clemente Orozco van continuar pintant amb els fons del Departament d'Educació José Vasconcelos fins que va ser substituït per José Manuel Puig Casauranc, qui va continuar recolzant solament a Diego Rivera.
Un dels murals més coneguts per la seva polèmica i contingut va ser "Man at the Crossroads", un mural encarregat per Nelson Rockefeller. Es va presentar per primera vegada com una competeció entre Pablo Picasso, Henri Matisse i Diego Rivera. Els tres van negar inicialment la sol·licitud, a causa de les restriccions que es van demanar per a la peça. Les directrius van ser que havia de ser monocromàtic i decoratiu. Després d'algunes negociacions Diego Rivera va acceptar el projecte, sempre que pogués utilitzar el color i fer una narració.
Eren temps de lluita, que van inspirar a Rivera per representar els esdeveniments polítics en el seu mural. Va representar al món capitalista. A l'un costat de la tecnologia, mostrant a Charles Darwin i la teoria de l'evolució, així com la gent de classe baixa reprimida per la gent de classe alta. En canvi, l'altra part de l'obra representava el món socialista, on va dibuixar a Friedrich Engels, Karl Marx i Lev Trotski. La part més polèmica d'aquest treball, va ser que va pintar a Lenin al centre, sostenint les seves mans amb un rus i un soldat americà negre, per representar la unitat de la nació. Encara que Diego Rivera va explicar les seves idees i punts de vista polítics a Nelson Rockefeller abans de pintar el mural, Nelson li va demanar modificar-ho després d'haver estat acceptat, Diego es va negar a modificar-ho i el mural va ser destruït.
Després d'aquest incident, se li va prohibir a Diego Rivera pintar als Estats Units durant algun temps, la qual cosa va motivar a la comunitat artística de Nova York a prendre acció, l'incident al costat d'alguns expressionistes abstractes, a pensar en l'esdevingut, així se'ls va donar una plataforma per expressar els seus punts de vista sobre la política i l'art públic.
Un any més tard, Diego Rivera va tornar a pintar el mateix mural en el Palau de Belles Arts en la Ciutat de Mèxic, on va representar a l'orientació comunista com un símbol d'esperança, també en representació de les lluites de la Primera Guerra Mundial. Aquests records van ser significatius quan el mural va ser pintat i també a causa de l'amistat de Rivera amb Trotsky, que va anar a Mèxic exiliat per ordre de Stalin després de la mort de Lenin.

## Triomfs del Muralisme
El muralisme va canviar a molts la manera de pensar sobre els indígenes mexicans, destacant la seva cultura i l'ensenyament de la seva història, així com va influir en els artistes del moment, tant nacionals com a internacionals en escala i contingut, molts incloïen ara problemes de rellevància social en les seves pintures i buscaven fer el seu art útil per al públic, comunicant els seus pensaments sobre la política de l'esquerra, així com provocant consciència social.
La idea d'expressar idees polítiques i socials en murals van influir a molts artistes del moment a Mèxic i Estats Units, així com va portar al desenvolupament de nous estils com el Moviment Chicano en el sud dels Estats Units.

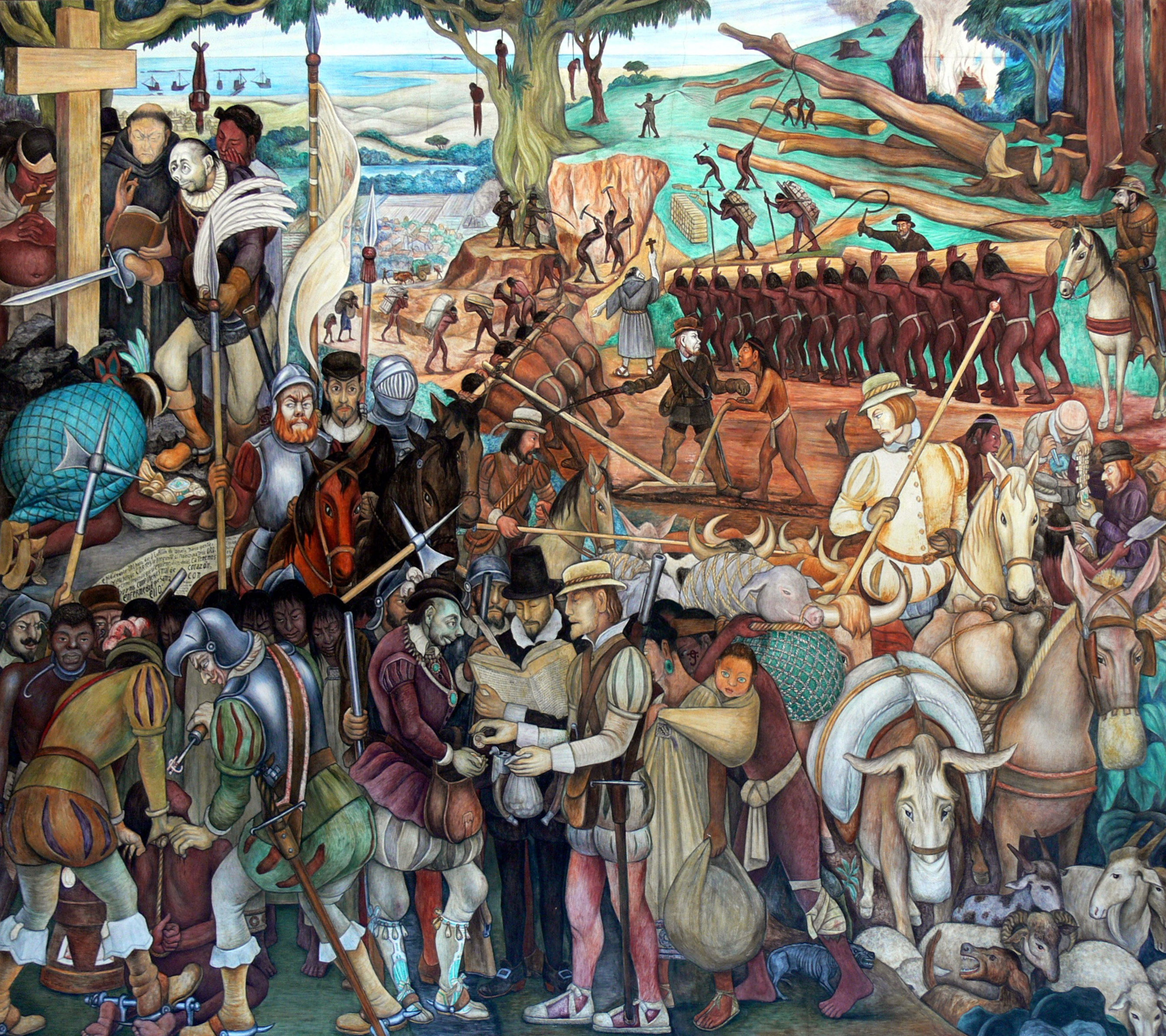
Mural de Diego Rivera en el Palau Nacional.

## Principals artistes exponents

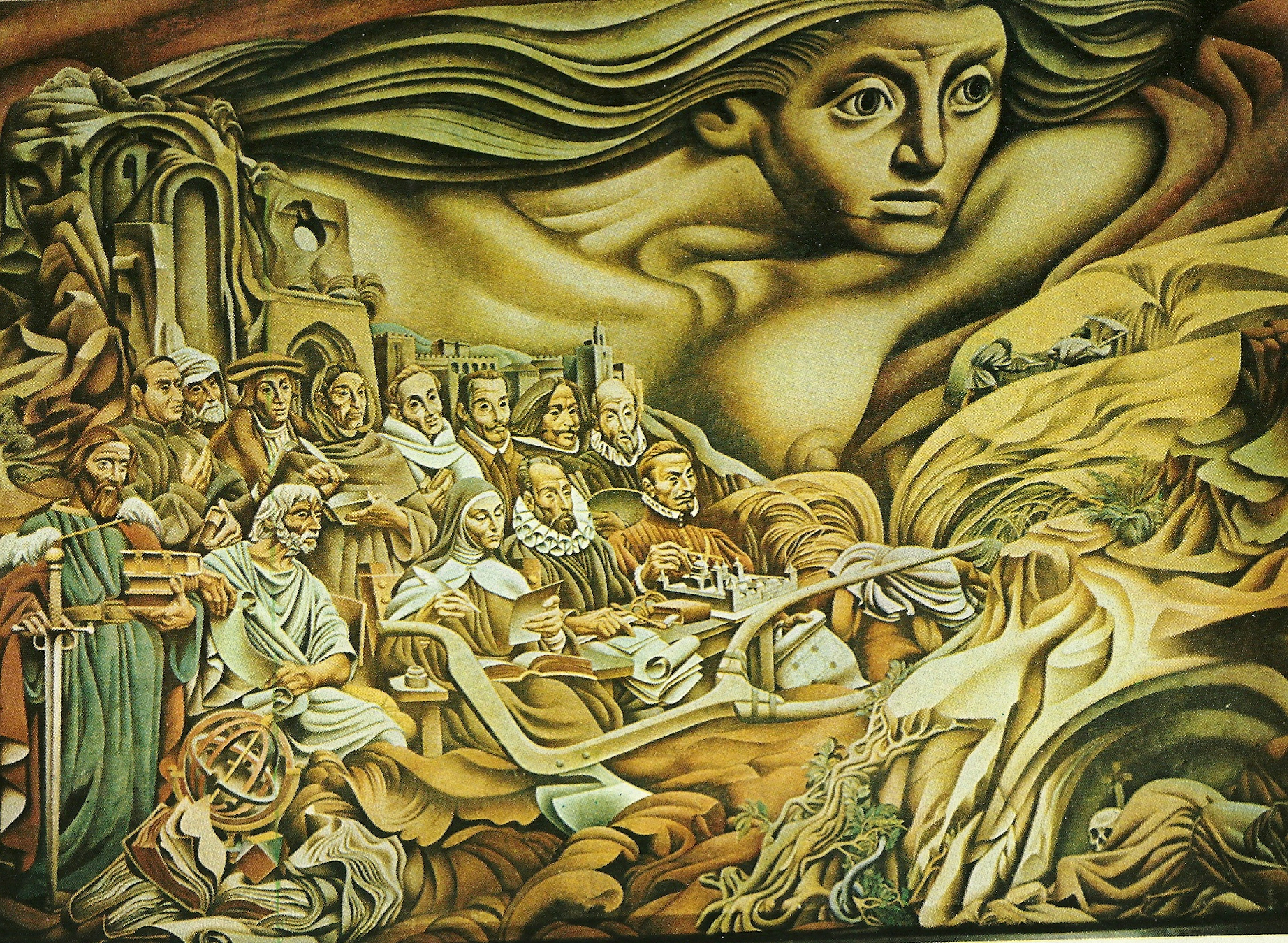
Fragment de Mural La Hispanitat de Josep Renau Casino de la Selva. Cuernavaca.

- Diego Rivera (1886-1957): Va treballar durant un temps a Europa i va ser amic de Picasso i de Modigliani entre d'altres. Al seu retorn a Mèxic, va buscar l'influx de l'art maia i asteca, interessant-se també per les arts populars. En els seus murals recrea la cultura prehispánica i tracta de respondre amb el seu caràcter populista a les necessitats de les masses.
- David Alfaro Siqueiros
- José Clemente Orozco (1883 1949). Va realitzar nombrosos murals en edificis públics, amb un impetuoso estil narratiu que va del patètic al tràgic, del realisme al simbolisme, sempre dins de la més estricta orientació mexicanista.
- Rufino Tamayo
- Roberto Montenegro
- Federico Cantú
- L'arquitecte Juan O'Gorman també va realitzar murals. Els més destacats són els de l'habitació «Independència» al Castell de Chapultepec. En l'escala principal es troba en enorme mural que representa les etapes de la història més representatives del país i que inclou un centenar de personatges importants com van ser: Cuauhtémoc, Moctezuma, Hernán Cortés, Miguel Hidalgo, José María Morelos i Pavón, Porfirio Díaz, Emiliano Zapata, i Francisco Vila entre d'altres.
- Pablo O'Higgins, murals de la Secretària d'Educació Pública i de l'Escola d'Agricultura de Chapingo.

## Obres

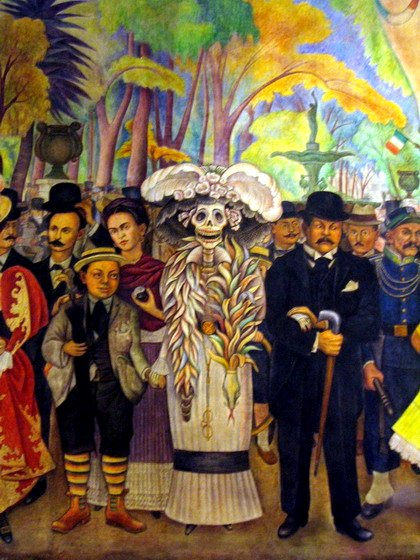
Diego Rivera, fragment de Somni d'una tarda dominical en l'Albereda Central

- Palacio Nacional: en l'escala principal del Pati central, al llarg del corredor nord i en un petit tram del corredor oriental del primer pis del mateix pati, els murals pintats al fresc per Diego Rivera entre 1929 i 1935 abasten 275 metres quadrats amb La Historia de México, El mundo de hoy y mañana y El antiguo mundo indígena.[9][10]
- Escola Nacional Preparatòria: murals de Diego Rivera, José Clemente Orozco, Fermín Regirades, Fernando Leal, Ramóm Alva.[11]
- Oficines centrals de la Secretaria d'Educació Pública (SEP): murals de Diego Rivera, Adolfo Best, Cirilo Almeida Crespo, David Alfaro Siqueiros, Roberto Montenegro i Amado de la Cova.[12]
- Palacio de Belles arts: murals de Diego Rivera, José Clemente Orozco, David Alfaro Siqueiros, Jorge González Camarena, Rufino Tamayao, Manuel Rodríguez Lozano, Roberto Montenegro.[13]
- Museu Nacional d'Història, Castillo de Chapultepec: murals de Juan O'Gorman, David Alfaro Siqueiros, Jorge González Camarena.[14]
- Polyforum Cultural Siqueiros, La Marxa de la Humanitat pintada per David Alfaro Siqueiros entre 1966 i 1971 abasta 4.600 metres quadrats. L'interior, de forma octogonal es compon de 72 taulers de asbesto-ciment reforçats amb bastidors de ferro, el sostre és de fiberglas fos en quatre seccions, les esculto-pintures van ser realitzades amb làmines d'acer retallades, modelades i soldades. L'exterior, de forma dodecagonal, revestit amb làmines de asbesto-ciment va ser pintat amb acrílic.[10]
- UNAM: mural en mosaic de Juan O'Gorman a la Biblioteca Central de la Ciutat Universitària.
- Casino de la Selva: murals de Josep Renau, José Reyes Bressoli, David Alfaro Siqueiros, Jorge González Camarena, entre d'altres.
- Escola Preparatòria de Jalisco: murals de José Clemente Orozco.
- Suprema Cort de Justícia: murals de José Clemente Orozco.

## Continuïtat
Si bé com a moviment artístic comprèn les obres realitzades fins a 1955, moment en què va perdre la seva articulació inicial, són molts els murals que s'han continuat realitzant en tot Mèxic.
En la dècada de 1950 sorgeix la denominada Generació de la Ruptura, un grup d'artistes que va reaccionar contra els valors de l'Escola Mexicana de Pintura, incorporant a la seva pintura noves temàtiques i estils. Destaquen entre els seus membres Vicente Rojo, José Luis Cuevas, Alberto Gironella, Lilia Carrillo, Manuel Felguérez, Fernando García Ponce, entre molts altres.
Són nombrosos els artistes formats en la tradició del muralisme i la seva ruptura, i que van continuar realitzant murals, així com els encàrregs d'edificis públics i privats esforçats per mantenir l'obra pública a Mèxic vigent, com un estendard de la seva cultura. Entre els successors del muralisme es troben Arturo García Bustos, Rafael Cauduro, Jorge Navarro, Héctor Cruz García, Luis Nishizawa Flores, Santiago Carbonell, Leopoldo Flores o Julio Carrasco Bretón.